# سيري (فرنسا)
 سيري، (بالإنجليزية: Céret)‏، (الفرنسية:se؛)، بلدية فرنسية تقع في إقليم البرانس الشرقية، في جنوب فرنسا. إنها عاصمة كوماركوي الكاتالونية التاريخية من فاليسبير.

## توأمة
لسيري (فرنسا) اتفاقيات توأمة مع كل من:
- بانيولاس
- لوشو
- ألمونتي

## معرض صور

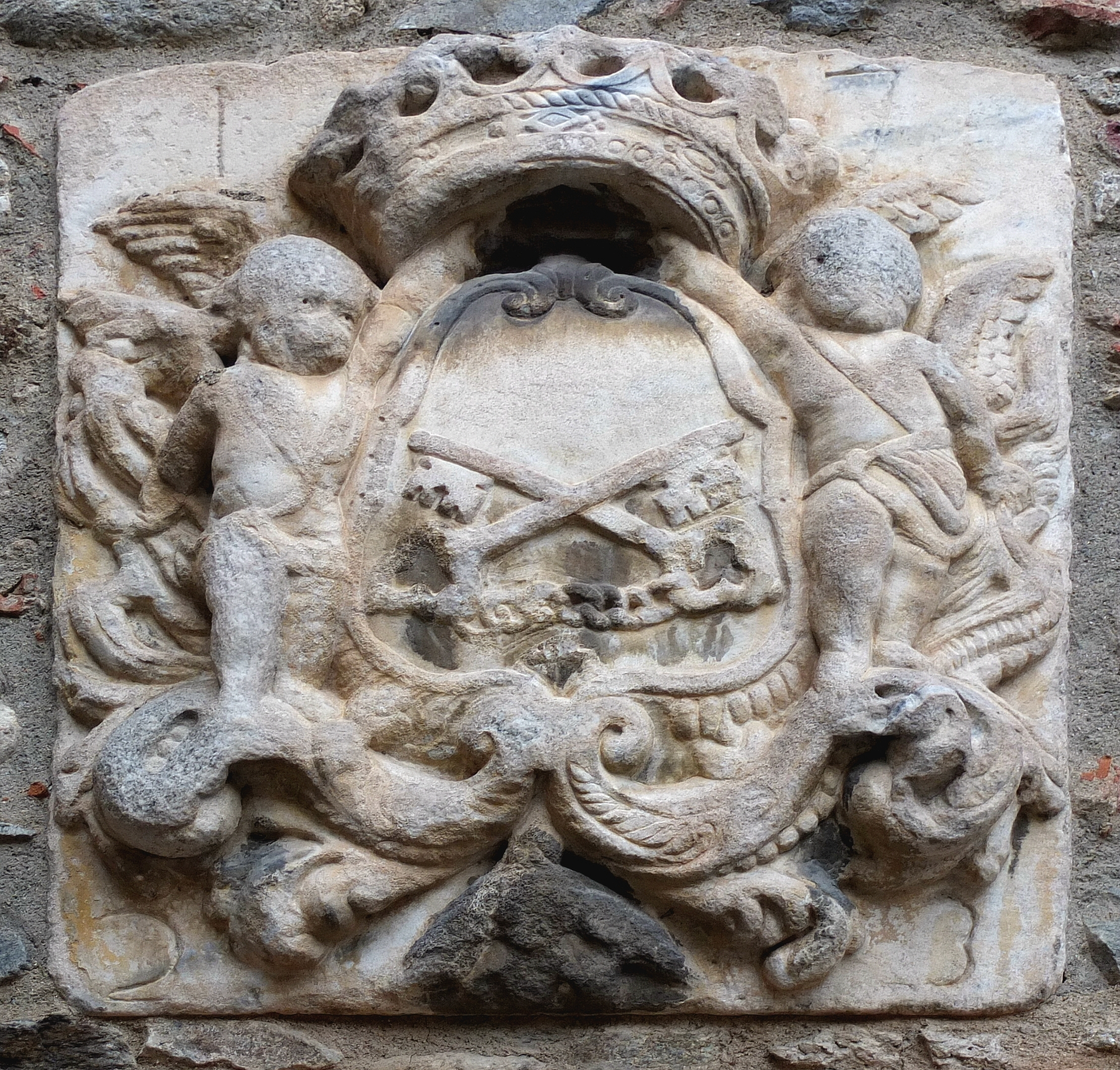
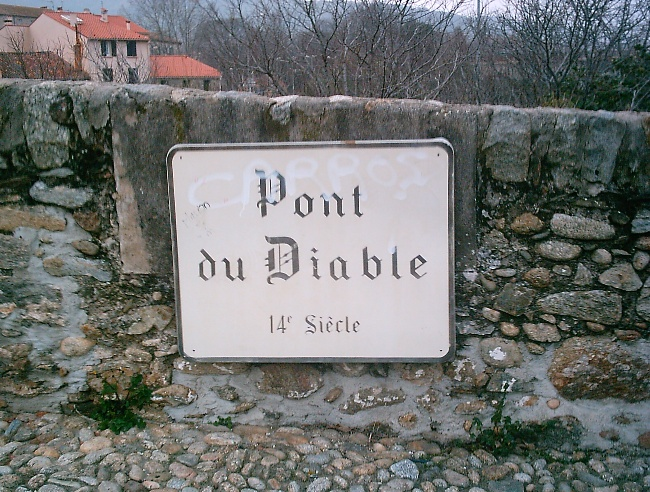
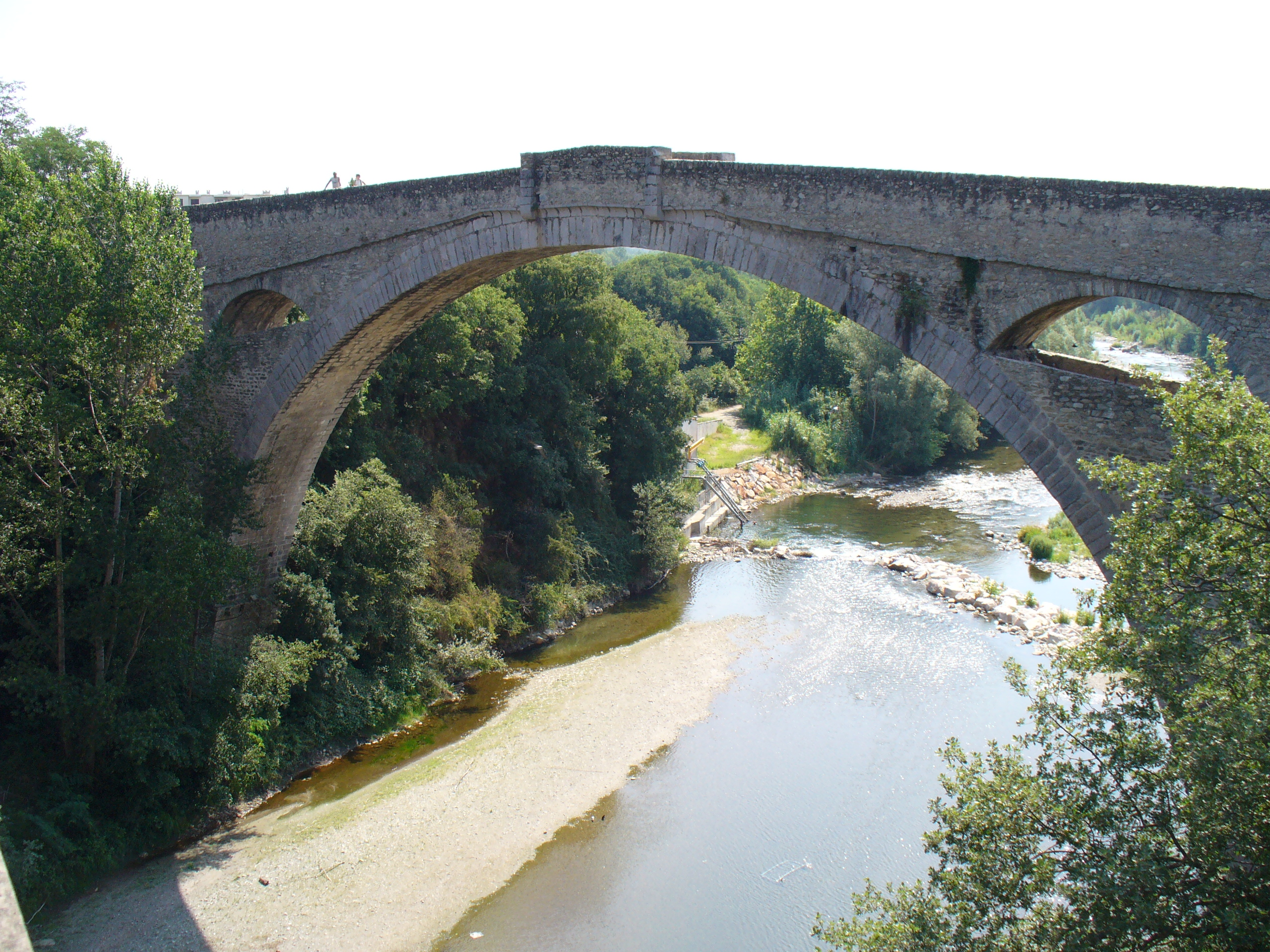
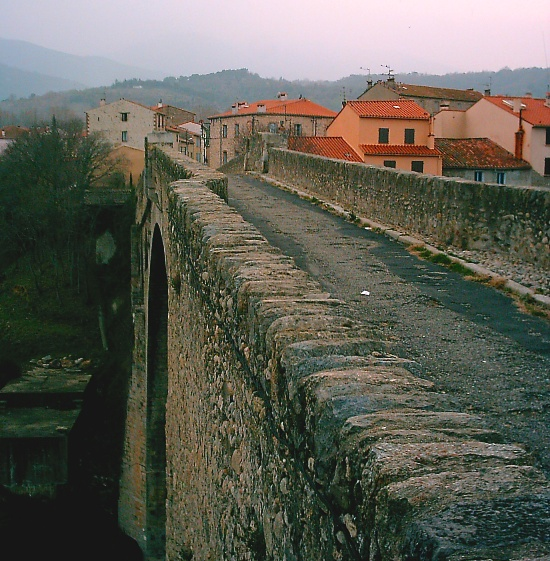
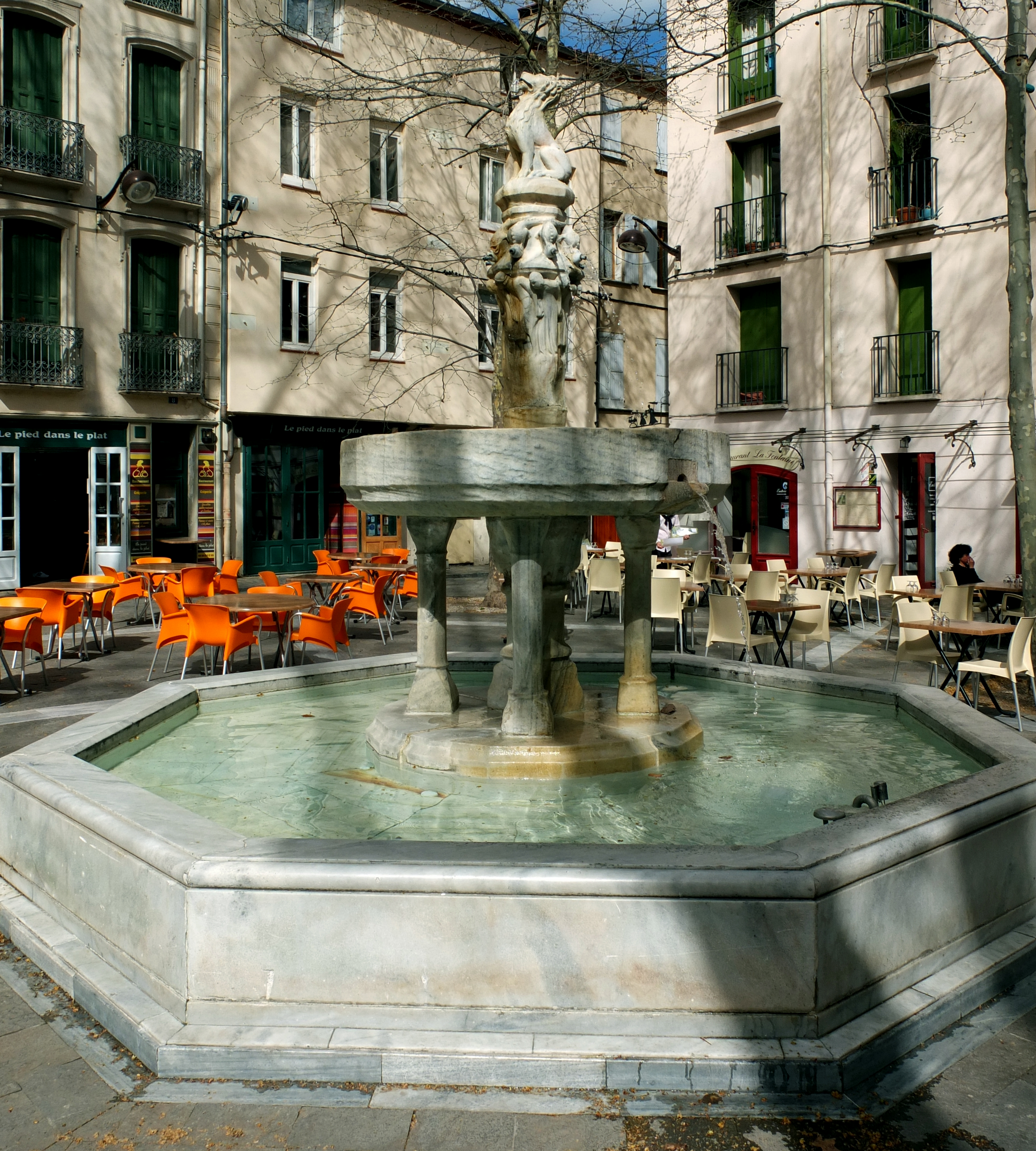

## أعلام
- كلير مورير
- جورج بادن
- ادسون سيدو